# Lista de prefeitos dos municípios do Acre eleitos em 2020
Esta é a lista de prefeitos dos municípios do Acre eleitos em 2020.
Nas eleições municipais brasileiras de 2020, os 22 municípios acrianos elegeram seus prefeitos, todos no primeiro turno, realizado em 15 de novembro. O candidato mais votado foi Zequinha Lima, do PP, com 18.766 votos, enquanto Jailson Amorim, do PROS, foi o candidato proporcionalmente mais votado, obtendo 66,63% dos votos no município de Rodrigues Alves
A capital do estado, Rio Branco, teve sua eleição disputada em 2 turnos, entre Tião Bocalom e Socorro Néri, que tentava a reeleição. No primeiro turno, o candidato do PP recebeu 87.987 votos, contra 40.250 da socialista, enquanto que no segundo turno, Tião Bocalom foi eleito o 67º prefeito de Rio Branco, obtendo 104.746 votos (62,93%), e Socorro Néri recebeu 61.702 (37,07% do total)
Dos 7 partidos que elegeram prefeitos, o MDB foi o que teve melhor desempenho, com 5 candidatos - um a mais que PT e PP (4 prefeituras). O PDT elegeu 3 prefeitos, enquanto o PSD teve 2 vitórias nas urnas, e DEM, PSDB e PROS elegeram um candidato.
| Nº | Município            | Prefeito                                      | Partido | Votos                                | %                                 |
| -- | -------------------- | --------------------------------------------- | ------- | ------------------------------------ | --------------------------------- |
| 1  | Acrelândia           | Olavo Francelino de Rezende (Olavinho)        | MDB     | 2.638                                | 38,52                             |
| 2  | Assis Brasil         | Jerry Marinho (Professor Jerry)               | PT      | 1.583                                | 33,22                             |
| 3  | Brasiléia            | Fernanda Hassem                               | PT      | 7.651                                | 59,46                             |
| 4  | Bujari               | João Edvaldo Teles de Lima (Padeiro)          | PDT     | 3.386                                | 48,02                             |
| 5  | Capixaba             | Manoel Maia                                   | DEM     | 2.627                                | 44,55                             |
| 6  | Cruzeiro do Sul      | José de Souza Lima (Zequinha Lima)            | PP      | 18.766                               | 44,15                             |
| 7  | Epitaciolândia       | Sérgio Lopes de Souza (Delegado Sérgio Lopes) | PSDB    | 3.984                                | 44,09                             |
| 8  | Feijó                | Kiefer Cavalcante                             | PP      | 8.528                                | 55,03                             |
| 9  | Jordão               | Naudo Ribeiro                                 | PDT     | 1.264                                | 30,20                             |
| 10 | Mâncio Lima          | Isaac Lima                                    | PT      | 4.115                                | 54,32                             |
| 11 | Manoel Urbano        | José Altanizio Taumaturgo Sá (Tanizio Sá)     | PSD     | 1.264                                | 30,20                             |
| 12 | Marechal Thaumaturgo | Isaac Piyako                                  | PSD     | 4.115                                | 54,32                             |
| 13 | Plácido de Castro    | Camilo da Silva                               | PSD     | 3.838                                | 40,78                             |
| 14 | Porto Acre           | Benedito Damasceno (Bené)                     | PP      | 5.415                                | 56,81                             |
| 15 | Porto Walter         | Sebastião Nogueira de Andrade (César Andrade) | MDB     | 3.411                                | 62,90                             |
| 16 | Rio Branco           | Tião Bocalom                                  | PP      | 87.987 (1º turno) 104.746 (2º turno) | 49,58 (1º turno) 62,93 (2º turno) |
| 17 | Rodrigues Alves      | Jailson Amorim                                | PROS    | 5.977                                | 66,63                             |
| 18 | Santa Rosa do Purus  | José Altamir Taumaturgo de Sá (Tamir de Sá)   | MDB     | 3.411                                | 62,90                             |
| 19 | Sena Madureira       | Osmar Serafim de Andrade (Mazinho)            | MDB     | 12.183                               | 56,63                             |
| 20 | Senador Guiomard     | Rosana Gomes                                  | PP      | 4.428                                | 32,52                             |
| 21 | Tarauacá             | Maria Lucinéia                                | PDT     | 5,461                                | 29,42                             |
| 22 | Xapuri               | Francisco Ubiracy (Bira)                      | PT      | 3.815                                | 43,37                             |